# 鴻海科技集團
鴻海科技集團（英語：Foxconn Technology Group）是源自臺灣的跨國企業集團，亦為世界第四大的資訊科技公司，1974年創辦，以富士康（Foxconn）做為商標名稱。其專注於電子產品的代工服務（EMS），研發生產精密電氣元件、機殼、準系統、系統組裝、光通訊元件、液晶顯示件等3C產品上、下游產品及服務。

## 沿革

### 創業之始
- 1974年，郭台銘從母親初永真以標會得來的一半金額（新台幣10萬元）創業，成立「鴻海塑膠企業有限公司」。成立之初，鴻海塑膠的員工僅有10人，主要業務為製造黑白電視機的旋鈕。1981年，鴻海塑膠開發出個人電腦連接器產品，由此轉型生產個人電腦連接器。1982年，鴻海塑膠改名「鴻海精密工業股份有限公司」[2]，註冊資本額達到1600萬元。
- 1985年，公司前往美國，設立美國分公司。

### 轉投資
- 1994年，轉投資臺灣的立衛科技與隴華電子[3]。
- 1995年，轉投資臺灣的欣興電子與聯華電子[3]。
- 1996年，入股臺灣的鴻揚創業與矽豐[3]。
- 1999年4月取得廣宇科技16%股權，成為最大單一股東[4]。
- 1999年7月，鴻海集團購併華升（2004年改名鴻準精密）。

### 2000年
- 2000年，鴻海精密工業市值突破新台幣1,0億元。
- 2000年5月，鴻海併購捷克的HTT-Telsa[5]。
- 2002年，鴻海集團投資上億元於臺灣群創光電。
- 2003年，鴻海集團轉投資臺灣的撼訊[6]:94；同年，也以1,800萬美元併購了摩托羅拉在墨西哥的工廠[6]:95。
- 2003年10月16日，鴻海集團透過子公司富士康芬蘭投資公司投資24.55億新台幣，取得芬蘭的藝模（Eimo Oyj）集團93.4%股權，收購藝模集團[7]。同日，鴻海集團以367億元新台幣併購當時為全球最大的網通產品代工廠國碁電子[8]。
- 2004年，鴻海集團以5,000萬美元併購位於中国大陆的湯姆笙深圳工廠；同年也併購了臺灣的麗卡與麗臺[6]:95。
- 2004年3月1日，鴻海集團吸收合併華升電子工業股份有限公司，存續公司變更名稱為「鴻準精密工業股份有限公司[9]。
- 2004年2月3日，鴻海集團以3.7億元新台幣併購臺灣的安泰電業（當時，安泰電業為全球第四大汽車零組件廠）[6]:95。

### 總營業額破兆
- 2005年，鴻海集團總營業額突破新台幣兆元，超越新加坡的偉創力成為世界上最大的科技代工廠。爾後持續倍增，2010年底僅鴻海集團營業額達美元千億，名列全球前五十大企業之列。
- 2005年4月28日，鴻海集團入股臺灣的英群[6]:95。
- 2005年5月13日，鴻海集團透過子公司Transworld Holdings Ltd.轉投資約25億取得奇美集團旗下奇美通訊56.48%股權，收購奇美通訊[10][3][3]。
- 2005年5月13日，鴻海集團以24.99億新台幣併購位於中国大陆的摩托羅拉天津電池分公司[6]:95。
- 2015年，富士康在中国大陆推出电商平台“富连网”，宣称其目標要在三年内超越京东，成为中国大陸第二大电商平台[11]。

### 劉揚偉時代
- 2019年6月21日，郭台銘宣布交棒，由劉揚偉接任。[12]
- 2019年11月16日，鴻海法說會上首次對外提出「3+3」發展策略，大舉投入AI人工智慧以及EV電動車領域。[13]

### 併購
| 投資或併購企業                                | 註冊地           | 金額          | 時間           | 備註 |
| --------------------------------------------- | ---------------- | ------------- | -------------- | --- |
| 建漢科技                                      | 中華民國（臺灣） | 3.57億新台幣  | 2005年11月     | 鴻海以3.57億取得建漢11.46%股權。:95 |
| 普立爾                                        | 中華民國（臺灣） | 282億新台幣   | 2006年6月      | 鴻海以282億收購並合併相機製造大廠普立爾。:95:40 |
| 奇美電子                                      | 中華民國（臺灣） | 1,650億新台幣 | 2009年11月14日 | 鴻海集團旗下群創光電以1,650億併購奇美電子。 |
| 台揚科技                                      | 中華民國（臺灣） | 18億新台幣    | 2012年9月22日  | 鴻海認購2億元、鴻海旗下建漢科技認購16億元，共以18億元取得台揚科技32.62%股權。 |
| 訊智海國際                                    | 香港             | 2.4億港元     | 2016年4月13日  | 鴻海集團以2.4億港元取得香港千里眼公司50.07%股權，併購千里眼公司。 |
| 夏普株式會社 SHARP CORP.                      | 日本             | 3,888億日圓   | 2016年4月2日   | 鴻海集團、鴻海旗下鴻準公司、董事長郭台銘個人投資公司SIO合計以3,888億日圓取得日本夏普株式會社66%股權，收購夏普 |
| 堺顯示器株式會社 Sakai Display Products Corp. | 日本             | 660億日圓     | 2012年7月12日  | 2012年董事長郭台銘以個人投資公司SIO名義注資660億日圓取得夏普顯示器株式會社37.61%股份，之後並更名為堺顯示器株式會社。2016年郭台銘再以個人投資公司SIO名義加碼171.7億日圓取得53.05%過半股份，另以349.7億日圓增資SDP，郭台銘成為SDP最大股東，夏普持有股份減至26.71%。 |
| SHARP JUSDA Logistics Corporation             | 日本             | 1.632億日圓   | 2016年12月1日  | 鴻海集團透過子公司準時達以1.632億日圓取得夏普物流公司51%股權。 |
| ScienBiziP Japan                              | 日本             | 100萬日元     | 2017年2月25日  | 鴻海集團透過子公司ScienBiziP Consulting Inc.以100萬日元與夏普集團共組合資公司ScienBiziP Japan，取得20%股權。 |
| Softbank Group Capital APAC Pte. Ltd.         | 日本             | 6億美元       | 2017年2月25日  | 鴻海集團透過子公司Foxconn (Far East) Limited以6億美元與軟體銀行共組合資公司，並以54.5%的持股比例取得主導權。 |
| SHARP Healthcare and Medical Company KY       | 日本             | 2,500萬美元   | 2017年2月25日  | 鴻海集團透過子公司Fabrigene Limited以2500萬美元取得夏普醫療保健公司51.2%股權。 |

## 廠房分布

### 亚洲

#### 台湾
- 虎跃厂、民生厂、顶埔厂、中山廠、中山二廠（華升廠）、海山廠、民權廠、永寧廠
- 三創數位生活園區：台北市中正區
- 南崁廠：桃園市蘆竹區
- 遠雄自貿港：桃園市大園區
- 新竹科學園區：新安廠
- 新竹工业区
- 高雄软体园区暨大數據中心

#### 越南
2007年，越南北江、北宁基地首期厂房投产，2022年已有13個廠房，六萬多名員工。

#### 印度
2006年印度金奈基地开幕。在2015年，富士康宣布將在印度設立12工廠，將創造約一萬個就業機會。
路透社與印度媒體The Hans India等報導指出，富士康在印度安德拉邦的工廠在9月開始量產InFocus手機，7至8月分批量產小米、華碩等手機，華碩更因需求強勁，先包下兩條生產線，確保供給順暢。

#### 馬來西亞
截至2011年，富士康至少有七家工廠於馬來西亞。

#### 中國大陸
富士康自1988年10月于中国大陆建立首个生产基地，现已发展成为中国大陸规模最大的电子代工厂。

##### 珠三角地区

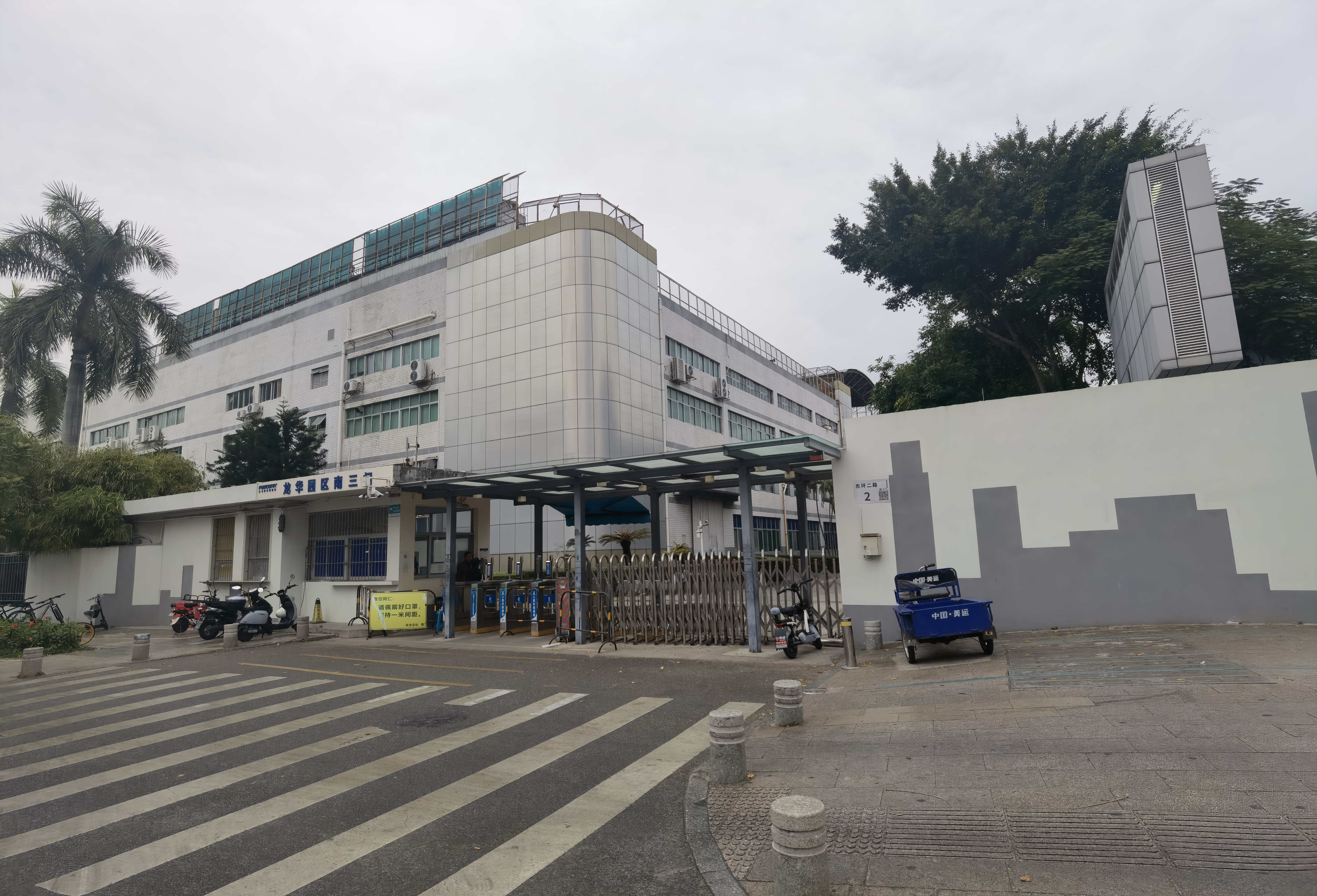
富士康深圳龙华园区南门

- 深圳园区：分为龙华科技园、观澜科技园，是富士康在中国大陆最早建设的园区，龙华科技园现为集团全球运筹暨制造总部。
- 佛山园区：下属全亿大科技（佛山）有限公司（2005年3月成立，2009年12月并购）、佛山普立华科技有限公司（1990年成立，2006年12月并购）。
- 中山园区：下属国碁电子（中山）有限公司（1999年成立，2004年并购）
- 惠州园区：位于惠州博罗县龙溪镇。2010年奠基。
- 东莞园区：位于东莞黄江镇，原为平板显示项目生产基地，现暂停，作为仓库使用。
- 广州园区：位于广州增城区，为超视堺第10.5代全生态产业园。2019年投产。

##### 长三角地区
- 昆山园区：1993年成立。
- 南通园区：1995年设立“富士康（南通）精密模具人才培训中心”。
- 上海园区：松江科技园于2004年启用。位于陆家嘴的富士康总部大厦将成为富士康在中国大陸的营运中心和长江三角洲的研发中心、电子商务中心。
- 杭州园区：钱塘科技园于2003年奠基。
- 淮安园区：2007年奠基。
- 南京园区：下属富士康（南京）软件公司，前身为集团IT运营管理中心。
- 盐城园区
- 嘉善园区
- 常熟园区
- 安庆园区：2017年启用。

##### 中西部地区
- 晋城园区：1994年设立“富士康精密模具人才培训中心”。富晋精密模具（晋城）有限公司基地于1999年开工建设，2000年投产。2002年启用晋城技校富士康CAD/CAM培训基地。
- 太原园区：位于太原经济技术开发区。一期于2003年奠基。2004年揭牌。2008年10月全部建设完成。二期于2006年奠基。
- 武汉园区：位于武汉东湖高新区。2007年奠基，2008年投产[25]。
- 南宁园区：2007年南宁科技园富宁厂区开幕。2012年沙井厂区一期工程投产。
- 重庆园区：2009年奠基，2010年投产。2014年举行显示模组开工投产仪式。
- 成都园区：首期2010年投产。
- 郑州园区：2010年郑州科技园出口加工区厂区投产、2011年航空港厂区投产。
- 长沙园区：2011年长沙研发基地开幕。
- 衡阳园区：2011年奠基，2012年揭牌。
- 南阳园区：2012年富能新能源科技服务（南阳）有限公司揭牌。
- 鹤壁园区：2012年奠基，2013年建成投产。
- 鄂尔多斯园区：2012年奠基。
- 贵阳园区：2013年富士康（贵州）第四代绿色产业园（贵阳贵安科技园）一期项目开工，2014年开始运营。

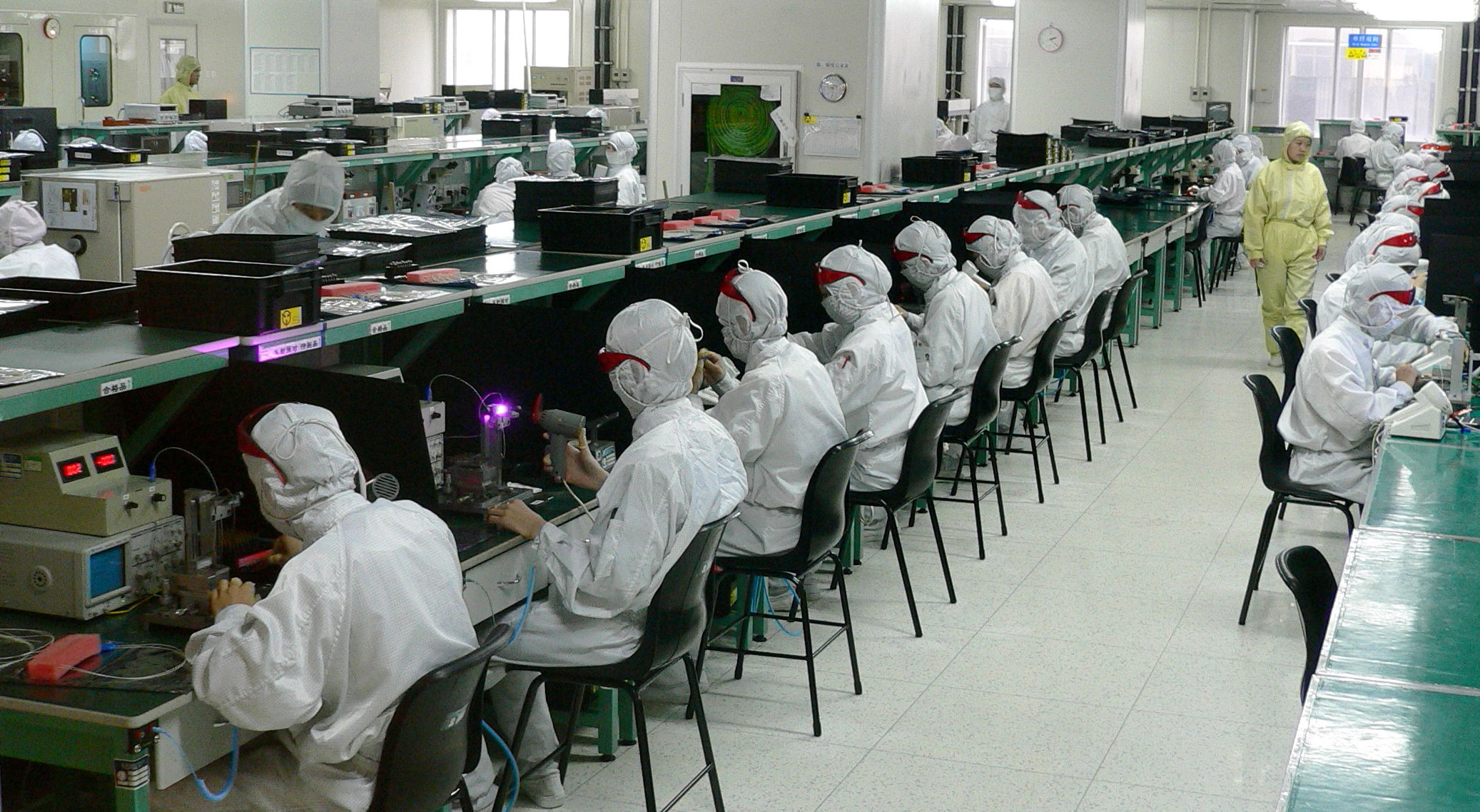
位於深圳市的廠房

- 六盘水园区：2014年开业。
- 濮阳园区：2015年奠基。
- 兰考园区：2016年奠基。

##### 环渤海地区
- 北京园区：北京科技园一期2001年奠基、2002年投产，二期2002年奠基，三期2006年奠基。
- 烟台园区：2004年奠基，2005年投产。2009年，集团首批1,000台液晶平板电视在烟台科技园下线。
- 天津园区：2005年奠基。
- 廊坊园区：2007年开幕。
- 营口园区：2007年奠基。
- 秦皇岛园区：2007年奠基。
- 菏泽园区：2015年6月开工投产。

#### 日本
以夏普（SHARP）為日本公司。

#### 
鴻海於韓國設有分公司。

### 歐洲

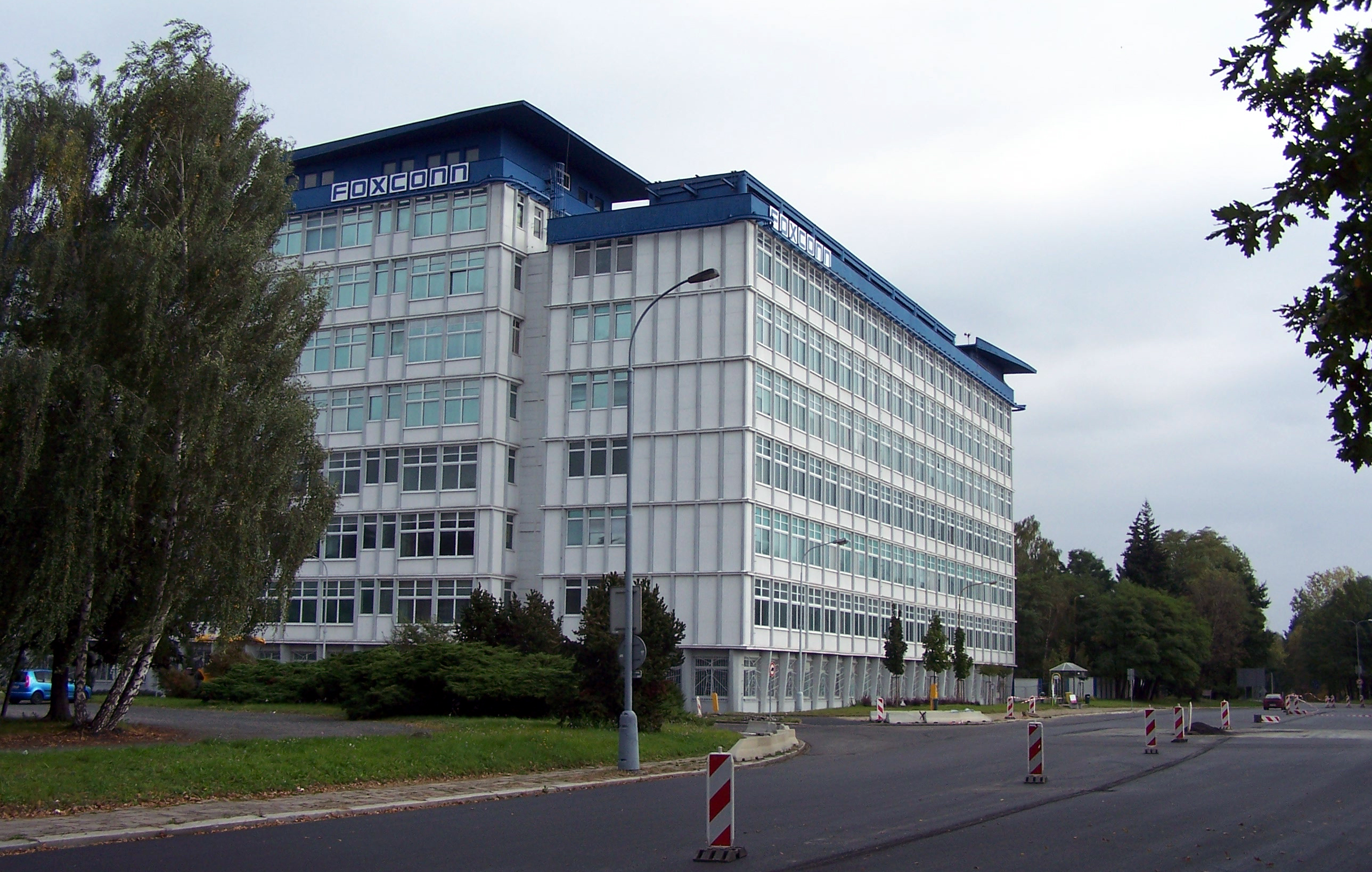
富士康位於捷克的廠房

1998年，富士康在苏格兰格拉斯哥建立的首个欧洲基地开工。1999年，爱尔兰利默里克基地开幕。2002年，集团欧洲营运总部暨制造中心於捷克帕爾杜比采成立。2008年，匈牙利塞克什白堡基地开幕。
富士康在匈牙利 、斯洛伐克、土耳其、芬蘭和捷克設有廠房。
惠普與富士康曾於2008年5月投資5,000萬美元在俄罗斯圣彼得堡興建工廠，但因俄羅斯的電腦組裝成本較高，加上俄羅斯加入世界貿易組織(WTO)後，電腦進口關稅降低的緣故，導致在俄罗斯設廠組裝個人電腦變得無利可圖，因此決定關閉。

### 美洲

#### 巴西
富士康到巴西設廠已經有多年。至今已經建五個廠，員工6000名，在瑪瑙斯專門製造手機，在均佳宜則生產電腦。2011年，富士康在巴西建廠用來組裝iPad和iPhone，預計巴西工廠的年產量在5年達到4億台。

#### 美国
鴻海已开始在美國威斯康辛州興建面板廠。

#### 墨西哥
2004年，墨西哥奇瓦瓦、华雷斯基地開幕。2008年，墨西哥瓜达拉哈拉基地开幕。2009年，富士康收购索尼在墨西哥液晶电视业务的九成股权，接管位于蒂华纳的工厂。2011年7月，思科出售墨西哥工廠給富士康，思科還宣佈把位於墨西哥的機頂盒生產設施售予富士康，該業務相關的5,000名員工也將在8月份隨產品線一同轉移；

### 大洋洲
富士康於澳洲雪梨西部設有工廠和倉庫。

## 争议
2006年即有富士康工廠員工揭露血汗工廠的黑幕，包含軍事化高壓管理、超時加班等。對於媒體報導，鴻海控告新聞編採人員，引起中國大陸媒體群起激憤，在鴻海的大客戶蘋果公司介入後，戲劇化和解，僅索賠1元。2010年，富士康接連發生員工連環跳的「墜樓事件」（深圳富士康員工墜樓事件），引起軒然大波，國際科技大廠關注，甚至驚動國務院臺灣事務辦公室，富士康為「血汗工廠」之名不脛而走。在連11跳之後，郭台銘及富士康集團特別向員工發出兩封公開信，郭台銘除了慰問員工、對廠內軟硬體做改善外，另一封信則要求員工簽協定，大意為若再發生自殺事件，員工及家屬不再向富士康要求法律以外過當訴求。2010年5月27日，郭台銘親上火線，眼眶泛紅四度鞠躬道歉，並開放廠房讓媒體參觀採訪，盼以此破除血汗工廠之名，也表示撤回先前之公開信。2012年4月28日，外界長年質疑鴻海是血汗工廠，郭台銘則表示「血汗工廠有什麼不好？我們流血流汗，只要我們符合法令，相信一分耕耘一分收穫」。

### 凍結記者名下財產
2004年4月29日，《工商時報》刊登記者曠文琪編寫的〈英特爾新平臺—嘉惠鴻海〉報導；鴻海5月向法院聲請假扣押曠文琪個人財產新臺幣3,000萬元；12月1日，臺灣新聞記者協會發佈名為「抗議鴻海董事長郭台銘打壓新聞自由」的新聞稿，要求鴻海必須在12月15日之前撤回假扣押，否則將採取適當的行動；12月16日，臺灣新聞記者協會發起萬人聯署活動；12月20日，鴻海撤銷對曠文琪財產假扣押案。
2006年6月15日，中國大陸《第一財經日報》跟進英國《星期日郵報》，發表〈員工揭富士康血汗工廠黑幕：機器罰你站12小時〉報導；7月3日，鴻海控告《第一財經日報》的編輯翁寶與記者王佑，並分別求償1,000萬人民幣和2,000萬人民幣；7月10日，法院將翁寶與王佑兩位個人財產凍結；8月27日，《第一財經日報》發函稱「記者報導屬於職務行為，報社將動用資源支持兩人全力應對訴訟」；8月30日，鴻海向法院申請解除對翁寶與王佑個人財產的凍結，並將訴訟標的由原本3,000萬人民幣降為1人民幣；9月3日，雙方發表聯合聲明，並同意撤銷訴訟。

### 2010年深圳富士康跳樓事件
2009年底，富士康深圳廠區發生首起大陸員工跳樓事件，跳樓者為一名中國百大的優秀學生孫丹勇，此為富士康第一起跳樓個案。其後2010年1月~6月，接二連三發生跳樓案例，總計為媒體揭露報導者總計有13跳。
2010年5月，集團面對國際勞工組織、外界排山倒海而來的遣責聲浪及輿論壓力紛沓等況，即全體進入戒備狀態，並由郭總裁帶領宣示下啟動集團「愛心平安工程計畫」，包括：大量舖設大樓安全網、引介外部資源（如台大、彰化基督教醫院、馬偕醫院及大陸四川等醫療團隊及各省家鄉關懷團）進行人員心理輔導及推動諮商輔導計畫、培訓心理諮商師及成立78585員工關愛小組等工作，以徹底防範跳樓個案再度發生及其可能產生之連鎖效應。
歷經全面動員後，終於在該年7月即平息危機。此後，富士康大門敞開，不復以往神秘，並促使大陸員工加薪，同時也開啟了富士康向大陸其他省份建廠、設廠的新里程碑。

### 2011年成都富士康爆炸事件
2011年5月20日19时左右，富士康集团鸿富锦成都公司抛光车间在生产中发生爆炸，造成3人死亡，13人受伤，其中重伤2人。

### 2012年鄭州罷工事件
2012年10月5日，蘋果公司最大代工廠富士康鄭州廠區有3,000至4,000名工人罷工，原因是iPhone 5被客戶投訴品質出現問題，富士康生產線工人因而壓力倍增，並遷怒於質檢人員，雙方更發生衝突。最後質檢人員選擇罷工，導致多條生產線停產。

### 2013年PlayStation 4「品質門」事件
索尼的PlayStation 4的生產由中國大陸富士康所負責，然而在PlayStation 4發售後，部分產品出現品質缺陷。國外遊戲論壇NeoGaf調查問題產品批次及生產地，以及了解到此前中國央視報導富士康用工不當問題，相信是富士康的產品製造出現了問題。此前報導的富士康用工不當問題，當中涉及富士康強迫前來富士康實習的大學畢業生加班加點，長期的高壓工作以及缺乏人性關懷導致實習學生以及工人健康問題百出，受害學生以及工人則以所組裝的PS4作為洩憤工具。此次不僅成為了PS4品質問題的輿論焦點，更再次暴露富士康的用工不當、血汗工廠等問題。 

### 2015年中华全国总工会事件
2015年2月2日，中华全国总工会通报了2014年度中国劳动关系领域十起具有典型意义的违法案件和劳动事件。全国总工会书记处书记、法律工作部部长郭军点名批评了富士康长时间违法加班。随后富士康对此事作出了回应。

### 2022年轉投資中國紫光事件
2022年7月14日，鴻海集團公告將透過旗下工業富聯（FII）參與投資中國大陸紫光集團。經濟部7月15日證實，FII確認雖已完成交割，但違反事前申請等相關規定，若鴻海不能還原交易，經濟部可依法開罰新台幣5萬元以上、2,500萬以下罰鍰。鴻海15日晚間發布聲明表示，此次投資目的是財務投資，近期將依規定向投審會遞送申請文件。
根據英國《金融時報》的報導，有臺灣國安官員希望鴻海集團放棄對大陸半導體從業者紫光集團的投資。有知情人士表示，經濟部投審會尚未正式審查此案，但執行大陸政策的國安會、陸委會官員認為必須阻止這筆交易。一位接近鴻海的人士表示，現在臺灣官方已將其提升到國安層級，投資前景變得暗淡，隨著臺海局勢日益緊張，這看起來更加困難。

### 2022年河南郑州富士康疫情與衝突
2022年10月，中国河南郑州COVID-19疫情加剧，位于郑州航空港经济综合实验区（以下简称“港区”）的富士康园区也受到波及，全体员工实行闭环管理。有传闻称园区内疫情已经蔓延，有员工带病工作，生活条件恶化等。厂方对此表示“园区内两万人感染”的传闻“严重不实”，不过富士康的澄清反而引发公众对富士康及港区有关部门瞒报疫情的质疑。随着时间推移，富士康员工“逃亡”的消息不时见诸社媒，其中一些人甚至选择沿着高速公路步行十余个小时回到家乡（郑州富士康员工多为河南省内其他地区来郑务工人员），路上有当地居民免费为回乡者提供食物等帮助。一些地方政府专门设立了接待站服务富士康员工，更有地方政府表示将派专车接回本地籍员工。港区方面向第一财经记者表示，已向郑州富士康派驻工作组，并正会同河南省有关部门开会研究相应措施。
11月23日，鄭州富士康再傳出爆發暴力抗議，網傳員工不滿簽新合約與招聘條件不符，並且新員工被安排與染疫老員工混住。有維護治安的工作人員以及警察與富士康員工打鬥，現場曾冒起白煙，疑似是釋放催淚彈或有人用滅火筒噴射白色粉末；另有大批員工推倒鐵皮圍欄，步行離開富士康園區。当晚，鴻海集團发表聲明，指出津貼一向按合約內容履行、員工並無混住、持續與員工及當地政府做好溝通，並強調鄭州廠區正常生產。

### 2023年中国大陆分支遭调查
2023年10月22日，《环球时报》从消息人士处独家获悉，中国大陆税务部门依法对富士康在广东、江苏等地的重点企业进行税务稽查，自然资源部门对富士康在河南、湖北等地的重点企业用地情况进行现场调查。翌日，该公司旗下在中国A股上市的工业富联跌停，公司随后发表声明积极配合中国大陆当局的稽查和调查。有两位与富士康关系密切的消息人士表示，富士康在中国大陆被查是受政治因素驱使，与台湾即将举行的总统及立委选举有关。10月25日，国台办发言人朱凤莲在例行记者会上回应说，大陆有关方面依法依规对所有企业一视同仁开展遵纪守法调查，是正常的执法行为。

## 其它
2019年，鴻海榮獲《富比士雜誌》（Forbes）全球百大數位公司第25名。在美國《科睿唯安》每年發佈「全球百大創新機構名單」裡，鴻海為台灣民營企業唯一連續 7 年獲獎(2018-2024)。麻省理工科技評論》在2017年發布的「全球50大最聰明的公司」榜單，鴻海位居第33名。鴻海在美国《财富》杂志2022年全球500大公司排行榜中位居第27名，在2023年「全球2000強企業」榜單上，鴻海位居第116名；2021年「全球最佳企業僱主榜」中，鴻海榮獲台灣第 1 名。在美國《科睿唯安》每年發佈「全球百大創新機構名單」裡，鴻海為台灣民營企業唯一連續 7 年獲獎(2018-2024)。
- 2014年热播的纪录片《舌尖上的中国》第二季第七集，其部分镜头是在富士康深圳工厂取景的[81]。
- 2017年5月由於鴻海瞄準東芝出售半導體部門案在日本政經界引發的議論，擔憂繼夏普後日本大型企業在財務困難時期被外商連連收購，導致技術外流最終日本喪失一切競爭力，日參院通過《外匯修正法》實質禁止了許多收購活動，被戲稱鴻海條款。[82]

## 旗下關係企業
- 鴻海精密工業股份有限公司（臺證所：2317）
- 鴻準精密工業股份有限公司（臺證所：2354）
- 鴻齡科技股份有限公司
- 富士康工業互聯網股份有限公司（上交所：601138）
- 鴻騰精密科技（FIT）
- 鴻騰六零八八精密科技（港交所：6088）
- 鴻富錦精密電子（鄭州）有限公司
- 鴻富錦精密電 (成都) 有限公司
- 富智康集團（港交所：2038）
- 鴻佰科技股份有限公司
- 鴻軒科技股份有限公司

- 鴻揚創業投資股份有限公司
- 樺漢科技股份有限公司（臺證所：6414）
- 瑞祺電通股份有限公司（臺證所：6416）
- 正達國際光電股份有限公司（臺證所：3149）
- 廣宇科技股份有限公司（臺證所：2328）
- 建漢科技股份有限公司（臺證所：3062）
- 台揚科技股份有限公司（臺證所：2314）
- 賜福科技股份有限公司
- 能創半導體股份有限公司
- 京鼎精密科技股份有限公司（臺證所：3413）
- 榮創能源科技股份有限公司 （臺證所：3437）
- 富泰華工業(深圳)有限公司
- 深圳富泰宏精密工業有限公司
- 臻鼎科技控股股份有限公司（臺證所：4958）
- 訊芯科技控股股份有限公司（臺證所：6451）
- 乙盛精密工業股份有限公司（臺證所：5243）
- GIS-KY | 業成集團_英特盛科技股份有限公司（臺證所：6456）
- 正一特殊材料股份有限公司
- 三創數位股份有限公司
- 安泰電業股份有限公司
- 合惠集團
- 富士康連接器科技公司
- SK C&C 4.9%
- 雲智匯科技服務有限公司（港交所：1037）
- 夏普（東證1部：6753）
- 芳舟生活科技股份有限公司
- 台灣寬頻通訊
- 訊智海國際控股有限公司（港交所：8051）
- 鴻圖股份有限公司
- 業成科技(深圳)有限公司
- RECO業泓科技股份有限公司
- Rayprus信揚控股有限公司(新煒/承煒/昇煒科技)
- HMD Global 台灣赫名迪股份有限公司 (HMD Global Oy芬蘭商赫名迪股份有限公司/HMD Mobile赫名迪行動通訊/Nokia Mobile諾基亞手機)
- HONG SENG鴻蔘 (永悅健康股份有限公司)
- 鴻華先進科技股份有限公司 （臺證所：2258）
- MIH電動車開放平台 (MIH智慧電能自動車開放平台聯盟）
- 鴻運科股份有限公司[83]
- 台灣準時達國際物流股份有限公司

## 外部連結
- Foxconn Technology Group （页面存档备份，存于） （英文）
- 鴻海科技集團 （页面存档备份，存于）（繁體中文）
- 富士康科技集团 （页面存档备份，存于）（简体中文）
- 富连网 （页面存档备份，存于）（简体中文）
- 鴻海科技集團的Facebook專頁
- 鴻圖股份有限公司 （页面存档备份，存于）（繁體中文）
- . 新浪网.   [2020-11-03]. （原始内容存档于2020-08-05）.